# 3 (getal)

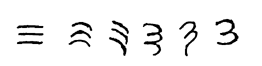
Ontwikkeling van het teken voor 3 vanaf het oude Indiase symbool tot het moderne Europese teken.

Het getal drie, weergegeven door het enkele cijfer 3, is het natuurlijke getal dat het getal twee opvolgt en aan het getal vier voorafgaat.

## Wiskunde en rekenkunde
- Een driehoek is een geometrische figuur bestaande uit drie zijden en drie hoeken.
- Ieder getal waarvan de cijfersom deelbaar is door 3, is zelf deelbaar door 3. Bijvoorbeeld: 123456 is deelbaar door 3, omdat de cijfersom (1 + 2 + 3 + 4 + 5 + 6 = 21 en 2 + 1 = 3) deelbaar is door 3. De wiskundige uitleg hiervoor is de volgende: 123456 = 100000 + 20000 + 3000 + 400 + 50 + 6 = 1 × (99999 + 1) + 2 × (9999 + 1) + 3 × (999 + 1) + 4 × (99 + 1) + 5 × (9 +1) + 6 = 99999 + 2 × 9999 + 3 × 999 + 4 × 99 + 5 × 9 + 1 + 2 + 3 + 4 + 5 + 6 waarbij 99999, 9999, 999, 99 en 9 alle deelbaar zijn door 3. Dus als 1 + 2 + 3 + 4 + 5 + 6 deelbaar is door 3, dan is 123456 dat ook.
- Drie is het kleinste van de vijf bekende fermatgetallen die priem zijn.
- Drie is het kleinste mersennepriemgetal.
- Drie is het enige priemgetal dat ook een driehoeksgetal is.
- Drie is een getal uit de rij van Fibonacci, de rij van Lucas en de rij van Padovan.

### Eenvoudige bewerkingen
Hieronder betekent een streep boven een groep cijfers dat deze groep zich oneindig herhaalt (repetent is), bijvoorbeeld 1/3 = 0,333... = 0,3 ("nul komma 3 repetent") en 3/7 = 0,428571428571428571... = 0,428571.
| Vermenigvuldiging | x = 1 | 2 | 3 | 4  | 5  | 6  | 7  | 8  | 9  | 10 | 11 | 12 | 13 | 14 | 15 | 16 | 17 | 18 | 19 | 20 | 21 | 22 | 23 | 24 | 25 | 50  | 100 | 1000 | 10000 |
| ----------------- | ----- | - | - | -- | -- | -- | -- | -- | -- | -- | -- | -- | -- | -- | -- | -- | -- | -- | -- | -- | -- | -- | -- | -- | -- | --- | --- | ---- | ----- |
| 3 × x             | 3     | 6 | 9 | 12 | 15 | 18 | 21 | 24 | 27 | 30 | 33 | 36 | 39 | 42 | 45 | 48 | 51 | 54 | 57 | 60 | 63 | 66 | 69 | 72 | 75 | 150 | 300 | 3000 | 30000 |

| Deling | x = 1 | 2   | 3 | 4    | 5   | 6   | 7        | 8     | 9   | 10  |  | 11   | 12   | 13       | 14        | 15  | 16     | 17                  | 18   | 19                   | 20   |
| ------ | ----- | --- | - | ---- | --- | --- | -------- | ----- | --- | --- |  | ---- | ---- | -------- | --------- | --- | ------ | ------------------- | ---- | -------------------- | ---- |
| 3 ÷ x  | 3     | 1,5 | 1 | 0,75 | 0,6 | 0,5 | 0,428571 | 0,375 | 0,3 | 0,3 |  | 0,27 | 0,25 | 0,230769 | 0,2142857 | 0,2 | 0,1875 | 0,17647058823529411 | 0,16 | 0,157894736842105263 | 0,15 |
| x ÷ 3  | 0,3   | 0,6 | 1 | 1,3  | 1,6 | 2   | 2,3      | 2,6   | 3   | 3,3 |  | 3,6  | 4    | 4,3      | 4,6       | 5   | 5,3    | 5,6                 | 6    | 6,3                  | 6,6  |

| Machtsverheffen | x = 1 | 2 | 3  | 4  | 5   | 6   | 7    | 8    | 9     | 10    |  | 11     | 12     | 13      | 14      | 15       | 16       | 17        | 18        | 19         | 20         |
| --------------- | ----- | - | -- | -- | --- | --- | ---- | ---- | ----- | ----- |  | ------ | ------ | ------- | ------- | -------- | -------- | --------- | --------- | ---------- | ---------- |
| 3x              | 3     | 9 | 27 | 81 | 243 | 729 | 2187 | 6561 | 19683 | 59049 |  | 177147 | 531441 | 1594323 | 4782969 | 14348907 | 43046721 | 129140163 | 387420489 | 1162261467 | 3486784401 |
| x3              | 1     | 8 | 27 | 64 | 125 | 216 | 343  | 512  | 729   | 1000  |  | 1331   | 1728   | 2197    | 2744    | 3375     | 4096     | 4913      | 5832      | 6859       | 8000       |

## Natuurkunde
- 3 is het atoomnummer van lithium.
- In de meeste gevallen wordt een ruimtelijke indeling beschreven in drie dimensies, ook wel X-Y-Z-oriëntatie genoemd.
- Een tandwiel met module 3 heeft een steekcirkeldiameter die gelijk is aan een derde van het aantal tanden.
- In de kleurcode voor elektronische componenten wordt 3 aangeduid met de kleur oranje.
- In de kleurcodering in de bibliotheek wordt de 3 door de letter D op een blauw vlak gerepresenteerd.
- Drie uur in de middag wordt vaak als 15.00 uur geschreven
- Statieven hebben drie poten, omdat dit een stabiele positie oplevert voor camera's, lampen en microfoons en dergelijke.

## Numerologie
- Het getal 3 is in de getallensymboliek een heilig getal.

## Religie
- God wordt in de christelijke traditie voorgesteld als een Heilige en Goddelijke drie-eenheid
- In veel Bijbelse en middeleeuwse verhalen wordt, als iets drie keer gebeurt, dit als teken van God gezien. Als iets één keer gebeurt wordt het vaak als toeval gezien, bij twee keer heeft het een kwade bedoeling omdat dit een duivels getal is (déja vu). Bij drie keer wordt het gezien als waar en zeker en van God afkomstig.[bron?]
- Als iets in de bijbel belangrijk was duurde het vaak drie dagen: Jona zat drie dagen en nachten in de buik van een vis, Simon Peter verloochent drie maal dat hij Jezus kende, Jezus stond na drie dagen en nachten op uit de dood, er werd vaak drie dagen gevast.

## Muziek
Het getal 3 kan verschillende betekenissen hebben, wanneer het in een partituur of bladmuziek wordt aangetroffen:
- Vingerzetting (bijvoorbeeld op een piano is de 3 de middelvinger, op een viool of op een gitaar is de 3 de ringvinger van de linkerhand)
- Als onderdeel van een maatsoort, bijvoorbeeld {\displaystyle {\begin{smallmatrix}_{3}\\^{4}\end{smallmatrix}}} in een driekwartsmaat, waarbij 3 kwarten per maat optreden
- Als aanduiding van een functie, bijvoorbeeld I{\displaystyle {\begin{smallmatrix}_{4}\\^{3}\end{smallmatrix}}} als terts-kwart-akkoord op de eerste trap
- Als romeins cijfer III is het een aanduiding van een Trap
- Drie maten rust worden soms gegroepeerd aangegeven door 1 maat rust met een 3 erboven
- In herhalingssituaties met een 1.-- en 2.-- en 3.-- geeft de 3.-- aan dat de derde keer onder het drietje dient te worden doorgespeeld, waarbij 1. en 2. overgeslagen worden
- Drieklank
- Het "drievoudig akkoord" bij Mozart (aanduiding van zijn vrijmetselaarswerk, heeft betrekking op Vader, Zoon en heilige geest)[1]
- Driestemmigheid
- Triool: een groepje van 3 noten die in de duur van 2 noten gespeeld moeten worden. Deze drie noten worden gegroepeerd genoteerd met een boogje erboven of -onder met daarboven of -onder het cijfer 3. In een vierkwartsmaat kunnen bijvoorbeeld 3 achtste noten gelijkmatig over 1 tel verdeeld worden, of bijvoorbeeld 3 kwartnoten over 2 tellen.

## In het mensenleven
- Als er drie heersers tegelijkertijd aan de macht zijn, wordt dit een triumviraat genoemd. Een voorbeeld van zo'n triumviraat is het driemanschap Marcus Antonius (consul van Caesar), legeraanvoerder Lepidus en de toen 18-jarige Gaius Octavius.
- Een groep van drie personen is een trio. De Grote Drie is een term die voor diverse toonaangevende trio's wordt gebruikt. Zie ook de lijst van beroemde trio's.
- Een groep van drie bijeenhorende zaken is een trias, bijv. de trias van staat, godsdienst en cultuur. Bekende triaden zijn de trias politica (wetgevende, uitvoerende en rechterlijke staatsmachten) en de Agias trias (Heilige Drievuldigheid).
- In de naam van Drie Formulieren van Enigheid.

## Nederlands
- Drie is een hoofdtelwoord.
- Vroeger werd de zogenaamde regel van drieën toegepast om bij een evenredigheid - als er reeds drie getallen bekend zijn - het vierde getal te vinden.
- In uitdrukkingen, zoals
  - "Driemaal is scheepsrecht"[2]
  - "Al het goede komt in drievoud"
  - "Bedenk je drie keer voor je iets doet"
- In liedjes, zoals
  - "Drie kleine kleutertjes"

## Trio
Een trio is een combinatie van drie elementen of drie personen die op enigerlei wijze samenwerken.
- Trio (muziek);
- Trio (seksualiteit);
- Trio (volk), een Zuid-Amerikaans indianenvolk
- Trio (taal), de taal van het indianenvolk Trio
- De Grote Drie
- Lijst van beroemde trio's

## Emoticons met 3
| Icoon           | Emoji  | Betekenis                |
| --------------- | ------ | ------------------------ |
| 3:‑) 3:) >:3 ;3 | 😈     | Duivels, kwaadaardig     |
| 0:‑3 0:3        | 😇👼   | Engel, onschuld          |
| <\3             | 💔     | Gebroken hart            |
| :-3 :3          | Smiley | Glimlach                 |
| <3              | ❤️     | Hart                     |
| ://) ://3       |        | In verlegenheid gebracht |
| =3              |        | Lachen                   |